# Ruby Peak (Kalifornien)
Der Ruby Peak ist ein 4022 m hoher Berg in der Sierra Nevada im Bundesstaat Kalifornien der Vereinigten Staaten. Er liegt auf der Grenze zwischen dem Fresno County und dem Inyo County.

## Umgebung
Der Berg liegt in der John Muir Wilderness auf einem Bergrücken nordöstlich des Mount Mills. Nordöstlich des Gipfels liegt der Ruby Lake. Gipfel in der Umgebung sind der Mount Starr im Nordosten, der Mount Morgan im Osten und der Mount Mills, Mount Abbot und Mount Dade im Süden. Die Dominanz beträgt nur 1,66 km, der Berg ist also die höchste Erhebung im Umkreis von 1,66 km. Er wird überragt von dem südsüdöstlich liegenden Mount Mills.